# 阿尔贝拉利古雷
阿尔贝拉利古雷（義大利語：Albera Ligure），是意大利亚历山德里亚省的一个市镇。总面积21.38平方公里，人口338人，人口密度15.8人/平方公里（2009年）。ISTAT代码为006002。